# Бахарев, Пётр Михайлович
Пётр Михайлович Бахарев (1920—1986) — подполковник Советской Армии, участник Великой Отечественной войны, Герой Советского Союза (1944).

## Биография
Родился 7 января 1920 года в деревне Гриневичи Логойского района Минской области в крестьянской семье.
После окончания средней школы работал в колхозе, впоследствии монтёром радиоузла в селе Нижний Ингаш Красноярского края. В 1940 году был призван на службу в Рабоче-крестьянскую Красную Армию. С июня 1941 года — на фронтах Великой Отечественной войны. В 1943 году вступил в ВКП(б). К сентябрю 1943 года гвардии лейтенант Пётр Бахарев был комсоргом батальона 239-го гвардейского стрелкового полка 76-й гвардейской стрелковой дивизии 61-й армии Центрального фронта. Отличился во время битвы за Днепр.
В ночь с 27 на 28 сентября 1943 года вместе со взводом бронебойщиков Бахарев одним из первых переправился через Днепр в районе села Мысы Репкинского района Черниговской области, и возглавил оборону плацдарма от контратакующих немецких подразделений. В ходе контратаки было подбито три вражеских танка.
Указом Президиума Верховного Совета СССР «О присвоении звания Героя Советского Союза генералам, офицерскому, сержантскому и рядовому составу Красной Армии» от 15 января 1944 года за «образцовое выполнение боевых заданий командования по форсированию реки Днепр и проявленные при этом мужество и героизм» гвардии лейтенант Пётр Бахарев был удостоен высокого звания Героя Советского Союза с вручением ордена Ленина и медали «Золотая Звезда».
После окончания войны Бахарев служил во внутренних войсках МВД СССР. В 1967 году в звании подполковника был уволен в запас. Проживал в Красноярске.
Умер в ноябре 1986 года. Похоронен на Бадалыкском кладбище в Красноярске.
Был также награждён орденами Отечественной войны 1-й степени и Красной Звезды, а также рядом медалей.
Память
На здании средней школы села Стретенка установлен мемориальный знак.